# Водосбор мелкоцветковый
Водосбор мелкоцветковый (лат. Aquilegia parviflora) — вид двудольных растений рода Водосбор (Aquilegia) семейства Лютиковые (Ranunculaceae). Впервые описан немецким ботаником Карлом Христианом Фридрихом фон Ледебуром в 1815 году.
Синонимичное название — Aquilegia thalictroides Schltdl..

## Ботаническое описание
Стебель высотой 15—45 см. Листья слабоопушённые либо голые. Соцветие — сложный зонтик, несёт 3—6 цветков диаметром около 3 см с сине-лиловыми широкояйцевидными лепестками. Цветёт в июне. Семена размером около 2 мм. Ядовит.

## Распространение и экология
Распространён в Китае (север провинции Хэйлунцзян), Монголии и России (центральная Сибирь, Дальний Восток). Растёт в лесах и на полянах.

## Значение и применение
Выращивается как декоративное растение.
По наблюдениям в Южной Якутии скотом не поедается. К выпасу не устойчив. Пятнистым оленем не поедается.

## Охрана
Включён в Красную книгу Чукотского автономного округа (Россия).